# عالم أريب
عالم أريب (بالإنجليزية: Areeb World)‏ هي لعبة تقمص الأدوار كثيفة اللاعبين على الإنترنت عربية سعودية من تطوير ونشر رمال ومن تصميم عبد الله كونش.

## القصة
تحكي قصة هذا العالم عن الزمن الذي اخترعَت فيه مدينة أريب الرجال الآليون الذين أسمتهم «السند».أصبح «السند» يعمل عن الناس في كل المجالات والنطاقات من عمل المنازل إلى العمل العسكري حتى تخلى كثير من سكان المدينة عن التعلم بسبب عدم الحاجة لذلك.
مرت السنين، وشاع الجهل بين الكثيرين. كرهت بعض المدن المجاورة آلات السند تلك، وتدهورت علاقات المدن الأخرى بمدينة أريب.وفي يوم أسود، تعطلت جميع آلات السند في المدينة، واختُرِقَت ثم مُسِحت قاعدة المعلومات لدى المدينة وفقدت المدينة أغلى ما لديها.
وزيادة على ذلك، وفي نفس الوقت، هجمت آلات تشبه السند على مدينة أريب.تمكنت مدينة أريب من صد الهجوم بسبب تجهييزها لفرقة الفرسان التي مهمتها الدفاع عن مدينة أريب من أي هجوم خارجي.وضع مدينة أريب الآن بائس جدا. بدأت المدينة تسترجع حيويتها شيئا فشيئا، وقررت أن لا تعيد غلطتها مرة أخرى.